# Guzheng

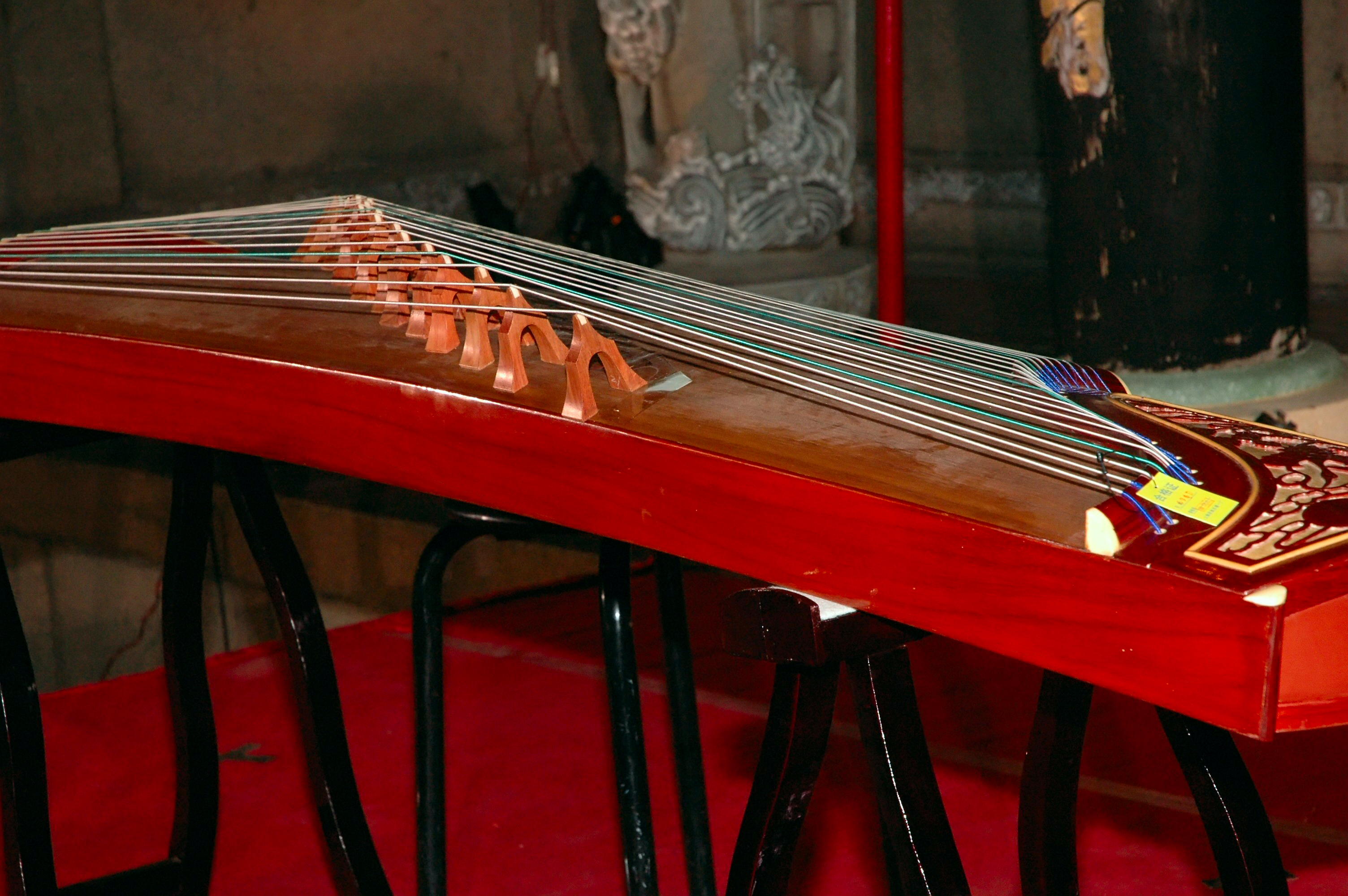
En modern 21-strängad guzheng

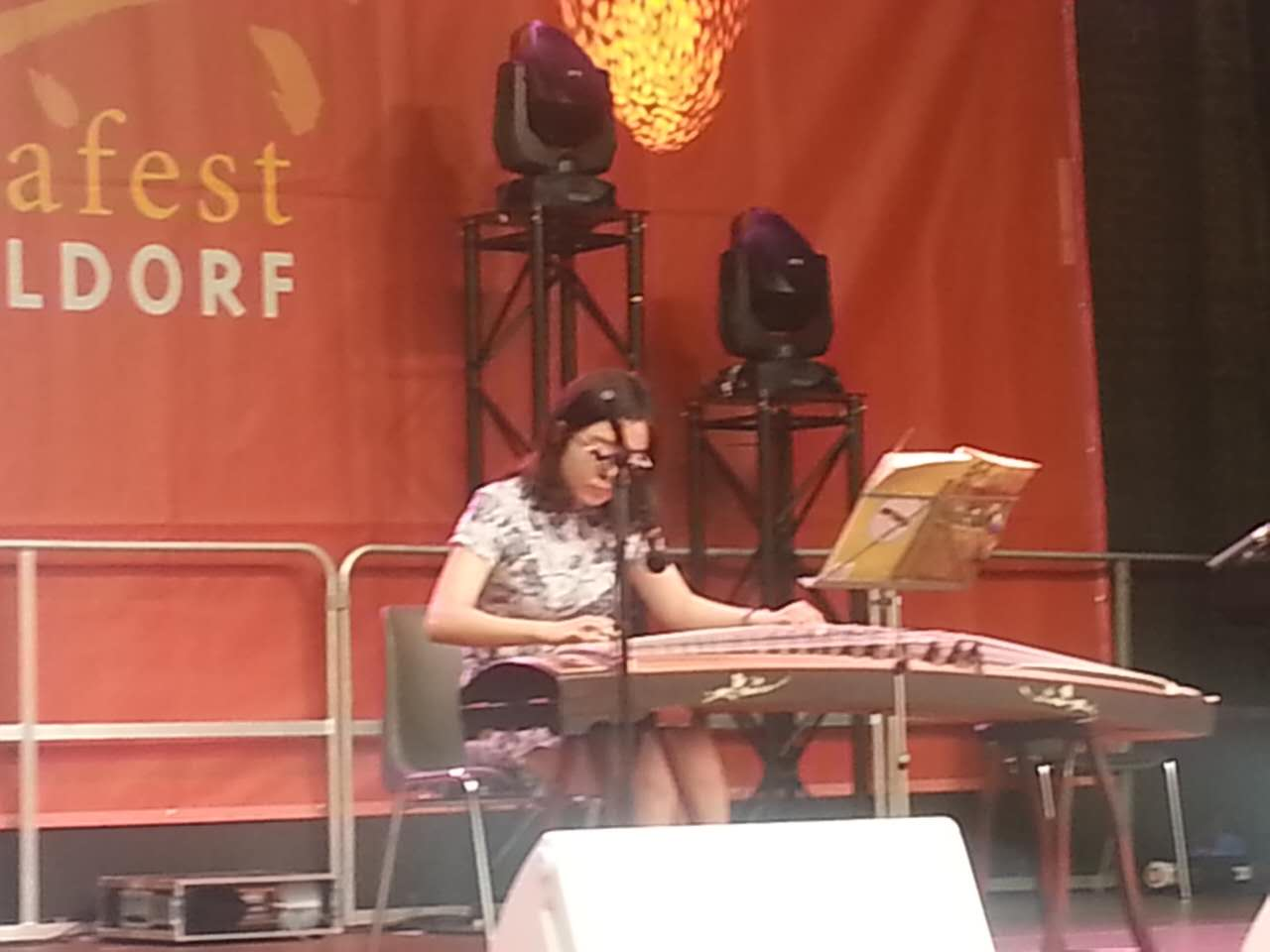

Guzheng, hanyu pinyin: gǔzhēng ("antik zheng", 古筝) är ett populärt traditionellt kinesiskt stränginstrument tillhörande familjen cittror. Med rötter i den kinesiska antiken och det idag inte längre använda stränginstrumentet se är guzheng fortfarande ett instrument i utveckling.
Antalet strängar, som länge var 12, kan fortfarande liksom längden variera men den idag vanligaste typen har 21 strängar. Traditionellt gjorda av silke är dagens strängar av metall med nylonbindning.
Guzheng är ett av de vanligare traditionella instrumenten i dagens Kina och hörs ofta i kinesisk filmmusik men har även kommit att användas i andra genrer som jazz, rock och experimentell musik.
Äldre former av guzheng spreds tidigt från Kina till andra länder i Östasien: Japan (koto), Korea (gayageum) och Vietnam (đàn tranh).